# コンスタンティノス・ライフィス
コンスタンティノス・ライフィス（ギリシア語: Κωνσταντίνος Λαΐφης、1993年5月19日 - ）は、キプロスのサッカー選手。キプロス代表。ポジションはDFまたはMF。

## クラブ歴

### ユース
パラリムニに生まれ、幼少期はエノシス・ネオン・パラリムニFCの下部組織でサッカーをするだけでなく、テニスも行っていた。2009年、16歳の時に他のキプロス人選手とともにノッティンガム・フォレストFCの下部組織に移籍。2年目にはU-18チームでレギュラーの座を掴むようになり、プレミアアカデミーリーグでクラブは2位、個人としても1得点の結果を残した。3年目もノッティンガム・フォレストに在籍したが、2011年末にキプロスに戻りアノルトシス・ファマグスタのトレーニングに参加、2012年1月に選手として加入した。ノッティンガム・フォレストとの契約は双方合意で解除した。

### アノルトシス・ファマグスタ
翌月に行われたキプロス・カップで61分にヴァンサン・ラバンに代わって出場し選手初出場。しかしその後は2013年7月まで出場が無く、この時もヴァレンティノス・シエリスとアンドレアス・アヴラームが負傷し、左サイドバックがいなくなったためにプレシーズンマッチで出場機会を得たという状態であった。ここで良いパフォーマンスを見せたため、UEFAヨーロッパリーグ 2013-14 予選のゲフレIF戦でフル出場したものの、既に行われていた第1試合での3-0のリードを4-0でひっくり返され、敗北した。
2013-14シーズンはその後、アルキ・ラルナカFCに期限付き移籍した。2014年1月に復帰するまで、キプロス・ファーストディビジョンで15試合1得点の結果を残した。
復帰後も残り半年のシーズンで10試合に出場、レギュラーの座を確保し、翌シーズンもリーグ戦で24試合、2015-16シーズンもリーグ戦で29試合に出場した。

### スタンダール・リエージュ
2016年6月、ギリシャ・スーパーリーグのオリンピアコスFCに移籍。「オリンピアコスがオファーを出してきた時、何ら問題に思う所はなかった。自分のキャリアの中で最高の事だ。考え直す事すらなかった、ギリシャで最高のクラブに加入するのだから。」と述べた。しかし翌週には買取オプションつきでスタンダール・リエージュへの期限付き移籍が決まった。ベルギーですぐに成功を収めた彼にはACFフィオレンティーナやトリノFC、ボローニャFC、さらにはSCフライブルクを始めとするドイツ勢が関心を示した。彼の代理人は「私がスタンダール・リエージュへの期限付き移籍を誂えたわけではない、スタンダール・リエージュとオリンピアコスの関係も良いし、オリンピアコス側も彼をきちんと見ている。」と述べ、ベルギーで上手くいっている事は認めた他方、オリンピアコスへの将来的な復帰に関しては何も言及しなかった。2018年7月1日にスタンダール・リエージュは150万ユーロで彼を買い取って3年契約を締結、結局オリンピアコスでプレーする事はなかった。

## 代表歴
アンダー代表の頃から全ての年代での出場経験がある。U-19代表ではUEFA U-19欧州選手権2012予選に、U-21代表ではUEFA U-21欧州選手権2015予選に参加した。
A代表初出場は2014年11月16日に行われたUEFA EURO 2016予選・グループBのアンドラ代表戦で、試合は5-0の勝利に終わった。代表初得点は2016年11月13日に行われた2018 FIFAワールドカップ・ヨーロッパ予選グループHのジブラルタル代表戦であった。